# Gymnelia paranapanema
Gymnelia paranapanema là một loài bướm đêm thuộc phân họ Arctiinae, họ Erebidae.